# Dipteryxeae
Dipteryxeae es una tribu de plantas con flores perteneciente a la subfamilia Faboideae dentro de la familia Fabaceae. Contiene los siguientes géneros:

## Géneros
Contiene los siguientes géneros, reconocidos por USDA:
- Dipteryx Schreb.
- Pterodon Vogel
- Taralea Aubl.